# Jacob Erlandsen

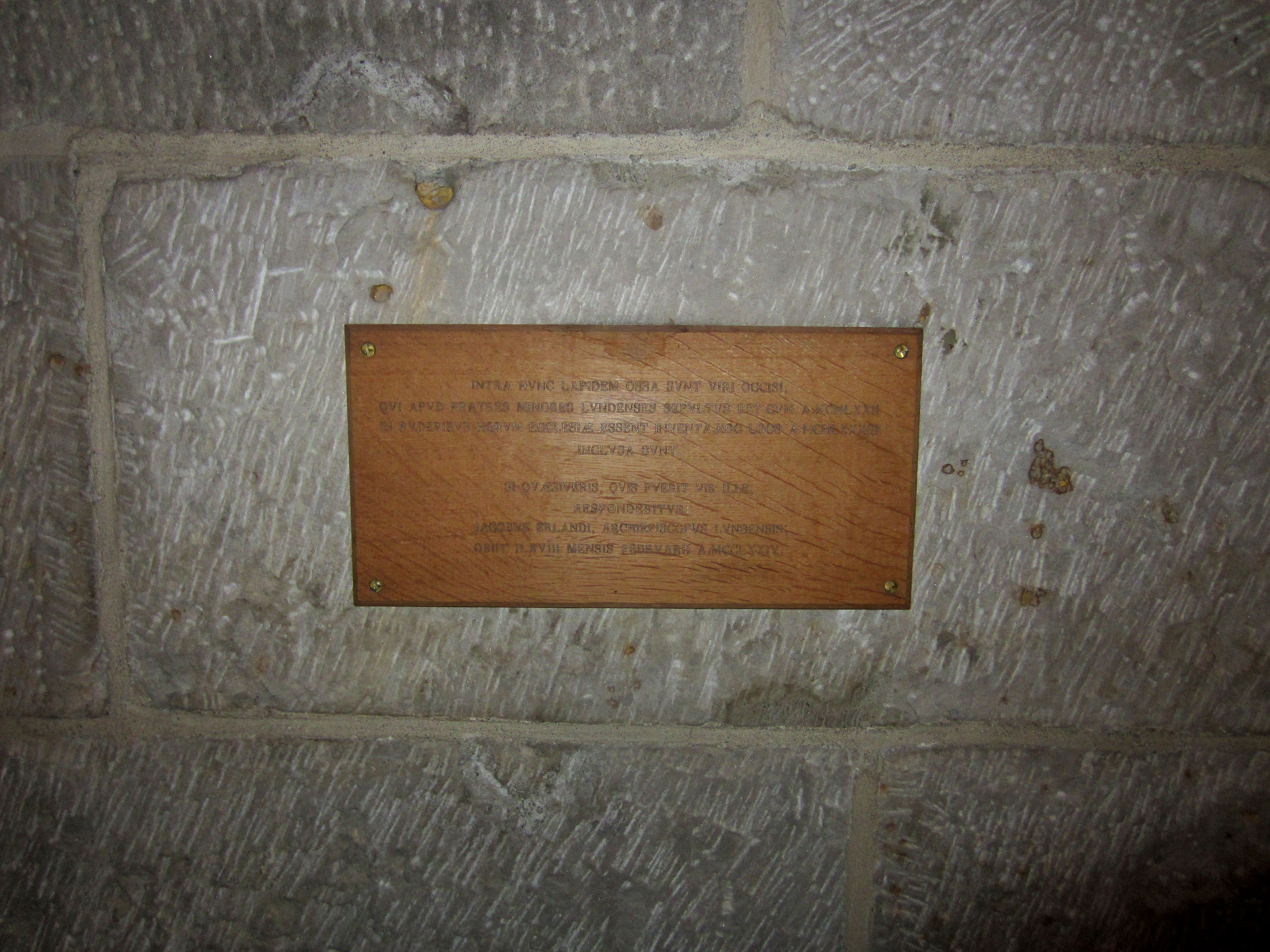
Jacob Erlandsens grav i Lunds domkyrkas tvärskepps södra mur.

Jacob Erlandsen, död 18 februari 1274 på Rügen i nuvarande Tyskland, var ärkebiskop i Lunds stift från 1254 till sin död.

## Biografi
Jacob Erlandsen, var son till Erland (Galen) och Andreas Sunesens systerdotter Cecilie Herlogsdatter av Skjalm Hvides ätt (född 1162).
Han studerade utomlands och blev sedan domprost i Lund. 1245 sändes han till konciliet i Lyon för att tala för kung Erik Plogpennings sak, men tog i stället parti för den fördrivne biskopen Niels Stigsen. Påven utnämnde honom till sin kaplan och 1249 till biskop i Roskilde. Som sådan stadfäste han 1254 Köpenhamns äldsta stadsrätt. 1252 valdes han till ärkebiskop i Lund, men kunde först 1254 överta denna plats, mot kungens vilja.
Han hävdade kraftfullt kyrkans rätt, särskilt kyrkans självständighet och kyrkogodsens skattefrihet. Därigenom kom han snart i häftig strid med kungamakten. Då Kristoffer och hans kansler biskop Nils av Viborg, sökte utvidga kungamakten i Skåne satte sig Jacob Erlandsen till motvärn och bestred kungens rätt att kalla kyrkans underlydande till ledung och krävde för alla intäkter rättsliga böter, danaarv med mera. Till en början hade han stöd av skåningarna men då han försökte bringa den skånska kyrkorätten i närmare överensstämmelse med den kanoniska väckte han deras motstånd, under ledning av Jacob Erlandsens egen bror Nils, gälkare i Skåne.
1256 kastade han in stridshandsken mot den världsliga makten genom den så kallade "Vejlekonstitutionen", enligt vilken riket skulle beläggas med interdikt i händelse av övergrepp mot någon biskop från kungens sida. Då Jacob Erlandsen inte lyckades få det danska prästerskapet bakom sig, vann den ingen allmän anslutning.
1258 inte bara vägrade han att själv kröna kungens son, Erik Klipping, utan hotade även biskoparna med bannlysning, om de gjorde det. Då lät kung Kristofer I Jacobs egen bror Nils Erlandsen fängsla honom. Vid Kristofers död ett par månader senare befriades Jacob ur fångenskapen, men var fortfarande oförsonlig. Han tillsatte den förmodade kungamördaren Arnfast som biskop i Århus och förbjöd kyrklig jordfästning av de bönder, som fallit för kungens sak. Han kunde ändå inte hävda sin ställning, utan lämnade landet 1260 och hade sedan svårt att få sitt uppträdande godkänt av påven. Dennes nuntius bannlyste honom 1262, och Urban IV ålade honom 1264 att begära avsked. Jacob Erlandsen begav sig till Rom där han lyckades förmå Clemens IV att ta sig an hans sak. Sedan biskop Nils av Viborg avlidit ställde sig den nya regeringen med Nils Jyde i spetsen försonligare mot ärkebiskopen. 1272 kom det äntligen till förlikning, varefter han kunde återvända, och stridsfrågorna skulle avgöras genom skiljedom.
Enligt de skriftliga källorna dog han i Rügen 1274 under återresan. Hösten 1972, under en arkeologisk utgrävning vid det tidigare Franciskanerkonventet vid Klostergatan i Lund, påträffades hans grav i ruinen efter gråbrödrakyrkans kor. Graven visar att hans kropp skelleterats innan den transporterats till Lund för begravning. När man undersökte hans skelett, fann man ett stort hål vid vänster tinning, som visade på att han avlidit genom yttre våld mot kraniet. Detta har lett till en omstridd hypotes om att han skulle ha mördats i hemlighet på danske kungens order.